# Мандель, Мария
Мари́я Ма́ндель (10 января 1912, Мюнцкирхен, Верхняя Австрия — 24 января 1948, Краков, Польша) — нацистская военная преступница. В период 1942—1944 годов начальница женского отделения концентрационного лагеря Аушвиц-Биркенау, ответственна за смерть около 500 тысяч женщин-заключённых.

## Биография
Мария Мандель родилась 10 января 1912 года в австрийском городе Мюнцкирхен. Начиная с 1938 года, она служила в женских вспомогательных подразделениях СС. С 15 октября 1938 года Мандель работала в концентрационном лагере Лихтенбург. 15 мая 1939 года она была переведена в женский концлагерь Равенсбрюк. Ей удалось произвести впечатление на лагерное начальство, и в июне 1942 года она была повышена в должности до старшего надзирателя. В её обязанности входило проведение перекличек, отправка заключённых на работы и назначение наказаний. 7 октября 1942 года Мандель была переведена в крупный концлагерь Аушвиц-Биркенау. Там она заняла пост начальницы женских лагерей в Аушвице. Занимая более низкое положение по сравнению с мужской частью лагерного начальства, она, тем не менее, имела абсолютную власть над женскими бараками. Именно Мандель составила протекцию Ирме Грезе, которая заняла пост начальницы венгерского женского лагеря в Аушвице.
Коллеги по службе описывали Мандель как «чрезвычайно умного и преданного своему делу» человека. Заключённые Аушвица между собой называли её чудовищем. Мандель лично производила отборы заключённых, и тысячами отправляла их в газовые камеры. Известны случаи, когда Мандель лично на время брала под своё покровительство нескольких заключённых, а когда они ей наскучивали, вносила их в списки к уничтожению. Также, именно Мандель принадлежит идея и создание женского лагерного оркестра, встречавшего у ворот новоприбывших заключённых весёлой музыкой. По воспоминаниям выживших, Мандель была меломанкой и хорошо относилась к музыкантам из оркестра, лично приходила к ним в барак с просьбой что-нибудь сыграть.
В 1944 году Мандель была переведена на пост начальницы концлагеря Мульдорф, одной из частей концлагеря Дахау, где и прослужила до окончания войны с Германией. В мае 1945 года Мандель бежала из Мюльдорфа в Альпы и вскоре прибыла в родной Мюнцкирхен, где собиралась спрятаться в доме родителей, но те отказали ей, и тогда она отправилась в дом сестры в Шарденберге. 10 августа 1945 года Мандель была арестована американскими войсками. В ноябре 1946 года она как военная преступница была передана польским властям по их запросу. Мандель была одной из главных фигуранток процесса над палачами Освенцима, состоявшегося в ноябре-декабре 1947 года. Суд приговорил её к смертной казни через повешение.
В ожидании приговора сидела в одной камере с Терезой Брандль.
Приговор был приведён в исполнение 24 января 1948 года в краковской тюрьме Монтелюпих.